# 真鬚奇鬍鯰
真鬚奇鬍鯰，為輻鰭魚綱鯰形目塘虱魚科的其中一種，被IUCN列為極危保育類動物，分布於非洲維多利亞湖流域，棲息在湖泊深水域，體長可達20公分。